# MarShon Brooks
MarShon Scitif Brooks (nacido el 26 de enero de 1989 en Long Branch, Nueva Jersey) es un jugador de baloncesto estadounidense que juega para los Guangdong Southern Tigers de la liga China. Con 1,96 metros de estatura, juega en la posición de escolta.

## Trayectoria deportiva

### Universidad
Jugó durante cuatro temporadas con los Friars del Providence College, en las que promedió 14,3 puntos, 4,3 rebotes y 1,5 asistencias por partido. En su última temporada fue elegido en el mejor quinteto de la Big East Conference, tras liderar la conferencia en anotación, con 24,6 puntos por partido. Fue incluido además en el tercer quinteto All-American para Associated Press y en el segundo consensuado.

#### Estadísticas
| Año     | Equipo     | PJ  | PT | MPP  | %TC  | %3P  | %TL  | RPP | APP | ROB | TPP | PPP  |
| ------- | ---------- | --- | -- | ---- | ---- | ---- | ---- | --- | --- | --- | --- | ---- |
| 2007–08 | Providence | 18  | 0  | 8.8  | .382 | .263 | .714 | .9  | .4  | .3  | .2  | 3.3  |
| 2008–09 | Providence | 32  | 0  | 21.8 | .437 | .313 | .684 | 3.6 | 1.4 | 1.1 | .7  | 10.6 |
| 2009–10 | Providence | 31  | 25 | 26.6 | .467 | .351 | .711 | 4.2 | 1.4 | 1.3 | .5  | 14.2 |
| 2010–11 | Providence | 32  | 31 | 36.5 | .483 | .340 | .772 | 7.0 | 2.5 | 1.5 | 1.2 | 24.6 |
| Total   | Total      | 113 | 56 | 24.4 | .464 | .333 | .739 | 4.3 | 1.5 | 1.1 | .7  | 14.4 |

### Profesional
Fue elegido en la vigésimo quinta posición del Draft de la NBA de 2011 por Boston Celtics, pero fue traspasado a New Jersey Nets a cambio de los derechos sobre JaJuan Johnson, el número 27 del mismo draft.
El 15 de enero de 2014 se produjo un acuerdo entre tres equipos, Miami Heat, Boston Celtics y Golden State Warriors. Los Heat enviaron a Anthony junto con dos futuras rondas del draft a los Celtics. A cambio, los Heat recibieron a Toney Douglas de los Warriors. Los Warriors también adquirieron a Jordan Crawford y Brooks de los Celtics como parte del acuerdo.
El 20 de febrero de 2014 se produjo un acuerdo entre los equipos Los Angeles Lakers y Golden State Warriors, Steve Blake fue traspasado a los Golden State Warriors, a cambio, Los Angeles Lakers recibieron a Kent Bazemore y MarShon Brooks.
En agosto de 2015 firma con los Jiangsu Dragons de la liga china y, tras tres temporadas, en abril de 2018 firma con Memphis Grizzlies.
El 3 de enero de 2019, es traspasado a Chicago Bulls junto a Wayne Selden Jr. a cambio de Justin Holiday. Cuatro días más tarde fue despedido sin llegar a jugar un partido. Por lo que, el 20 de febrero de ese mismo año, decide a poner rumbo a China y firma por los Guangdong Southern Tigers de la liga China.

## Estadísticas de su carrera en la NBA

### Temporada regular
| Año     | Equipo       | PJ  | PT | MPP  | %TC  | %3P  | %TL  | RPP | APP | ROB | TPP | PPP  |
| ------- | ------------ | --- | -- | ---- | ---- | ---- | ---- | --- | --- | --- | --- | ---- |
| 2011-12 | New Jersey   | 56  | 47 | 29.4 | .428 | .313 | .764 | 3.6 | 2.3 | .9  | .3  | 12.6 |
| 2012-13 | Brooklyn     | 73  | 2  | 12.5 | .463 | .273 | .734 | 1.4 | 1.0 | .5  | .2  | 5.4  |
| 2013-14 | Boston       | 10  | 0  | 7.3  | .375 | .500 | .786 | 1.9 | .4  | .1  | .1  | 3.1  |
| 2013-14 | Golden State | 7   | 0  | 2.1  | .385 | .000 | .750 | .7  | .0  | .1  | .0  | 1.9  |
| 2013-14 | L.A. Lakers  | 18  | 0  | 12.7 | .489 | .579 | .692 | 1.7 | 1.2 | .7  | .2  | 6.4  |
| 2017-18 | Memphis      | 7   | 1  | 27.6 | .500 | .594 | .870 | 3.0 | 3.6 | 1.6 | .4  | 20.1 |
| 2018-19 | Memphis      | 29  | 0  | 13.3 | .450 | .278 | .697 | 1.6 | .9  | .3  | .1  | 6.6  |
| Total   | Total        | 200 | 50 | 17.3 | .447 | .345 | .751 | 2.1 | 1.4 | .6  | .2  | 8.0  |

### Playoffs
| Año   | Equipo   | PJ | PT | MPP | %TC  | %3P  | %TL   | RPP | APP | ROB | TPP | PPP |
| ----- | -------- | -- | -- | --- | ---- | ---- | ----- | --- | --- | --- | --- | --- |
| 2013  | Brooklyn | 7  | 0  | 5.7 | .375 | .000 | 1.000 | .7  | .4  | .0  | .0  | 1.1 |
| Total | Total    | 7  | 0  | 5.7 | .375 | .000 | 1.000 | .7  | .4  | .0  | .0  | 1.1 |